# Gierman Titow (hokeista)
Gierman Michajłowicz Titow, ros. Герман Михайлович Титов (ur. 18 października 1965 w Borowsku) – rosyjski hokeista, reprezentant Rosji, olimpijczyk. Trener hokejowy.

## Kariera zawodnicza
- Chimik Woskriesiensk (1982–1992)
- TPS (1992–1993)
- Calgary Flames (1993–1998)
  -  TPS (1994)
- Pittsburgh Penguins (1998–2000)
- Edmonton Oilers (2000)
- Anaheim Ducks (2000–2002)
- Chimik Woskriesiensk (2003–2005)

Wychowanek Chimika Woskriesiensk. W 1993 zdobył wraz z Rosją tytuł mistrza świata, po czym w drafcie NHL z 1993 został wybrany przez Calgary Flames. W tym klubie zadebiutował w lidze NHL i występował w nim przez pięć sezonów. Następnie reprezentował jeszcze cztery inne zespoły po czym w 2002 powrócił do Rosji, gdzie od 2003 do 2005 rozegrał dwa sezony ligowe w barwach macierzystego Chimika Woskriesiensk i po sezonie 2004/2005 zakończył karierę zawodniczą. W tym samym czasie karierę w klubie rozpoczynał i kończył inny zawodnik, Walerij Kamienski.
Uczestniczył w turniejach mistrzostw świata w 1993 oraz zimowych igrzyskach olimpijskich 1998.

## Kariera trenerska
Od maja 2013 asystent trenera Aleksandra Kitowa w klubie Mietałłurg Nowokuźnieck. Od października 2013 główny trener. Prowadził zespół do marca 2015, gdy zrezygnował z funkcji. Od czerwca 2015 do 10 października 2016 trener Spartaka Moskwa. W połowie grudnia 2017 został trenerem zespołu juniorskiego Omskie Jastrieby, a pod koniec tego miesiąca został wyznaczony na stanowisko głównego trenera zespołu seniorskiego Awangardu Omsk. Na początku czerwca 2018 został głównym szkoleniowcem Traktora Czelabińsk.
W kwietniu 2020 wszedł do sztabu Awtomobilista Jekaterynburg.

## Sukcesy
Reprezentacyjne
- Złoty medal mistrzostw świata: 1993
- Srebrny medal zimowych igrzysk olimpijskich: 1998 z Rosją

Klubowe
- Brązowy medal mistrzostw ZSRR: 1984, 1990 z Chimikiem
- Srebrny medal mistrzostw ZSRR: 1989 z Chimikiem
- Puchar Europy Mistrzów Krajowych: 1993 z TPS
- Mistrzostwo dywizji NHL: 1994, 1995 z Calgary Flames

Wyróżnienie
- Zasłużony Mistrz Sportu Rosji w hokeju na lodzie: 1993